# Germont
Germont é uma comuna francesa na região administrativa de Grande Leste, no departamento Ardenas. Estende-se por uma área de 4,64 km². Em 2010 a comuna tinha 48 habitantes (densidade: 10,3 hab./km²).